# Typodryas trochanterius
Typodryas trochanterius är en skalbaggsart som beskrevs av Charles Joseph Gahan 1906. Typodryas trochanterius ingår i släktet Typodryas och familjen långhorningar. Inga underarter finns listade i Catalogue of Life.